# سام نيومان
سام نيومان (بالإنجليزية: Sam Newman)‏ هو معلق رياضي أسترالي، ولد في 22 ديسمبر 1945 في غيلونغ في أستراليا.

## وصلات خارجية
- سام نيومان على موقع AustralianFootball.com (الإنجليزية)
- سام نيومان على موقع AFLtables.com (الإنجليزية)
- سام نيومان على موقع IMDb (الإنجليزية)
- سام نيومان على موقع قاعدة بيانات الفيلم (الإنجليزية)